# Vanity Fair (revistă)
Vanity Fair este o revistă americană înființată în anul 1914 de către Condé Nast.
Vanity Fair este o revistă de interes general, având ca subiecte cultura, afaceri, moda și este deținută de compania media Condé Nast Publications, care deține și revista Vogue.
Revista a avut un tiraj mediu de 1.157.653 exemplare în anul 2007.